# Dansiea elliptica
Dansiea elliptica là một loài thực vật có hoa trong họ Trâm bầu. Loài này được Byrnes mô tả khoa học đầu tiên năm 1981.